# Robin Yalçın
Robin Yalçın (Deggendorf, 1994. január 25. –) német-török labdarúgó, a Çaykur Rizespor középpályása.

## Klubcsapatban
2012. szeptember 25-én bemutatkozott a VfB Stuttgart II-ben az FC Hansa Rostock elleni harmadosztályú meccsen.
Yalçın az élvonalban a VfB Stuttgart színeiben 2014. február 9-én az FC Augsburg ellen debütált.
2014 márciusában 2016. júniusig szerződést hosszabbított.

## Válogatottban
Yalçın a német U15-ös labdarúgó-válogatottban 2009. május 21-én mutatkozott be az USA ellen. Az U17-es válogatottal ezüstérmes lett a 2011-es U17-es labdarúgó-Európa-bajnokságon, bronzérmes a 2011-es U17-es labdarúgó-világbajnokságon.

## Magánélete
Yalçın édesapja, Barbaros az SpVgg Grün-Weiss Deggendorf vezetőedzője.

## Fordítás
Ez a szócikk részben vagy egészben  a   Robin Yalçın című angol Wikipédia-szócikk ezen változatának fordításán alapul.  Az eredeti cikk szerkesztőit annak laptörténete sorolja fel. Ez a jelzés csupán a megfogalmazás eredetét és a szerzői jogokat jelzi, nem szolgál a cikkben szereplő információk forrásmegjelöléseként.